# Streetbasket

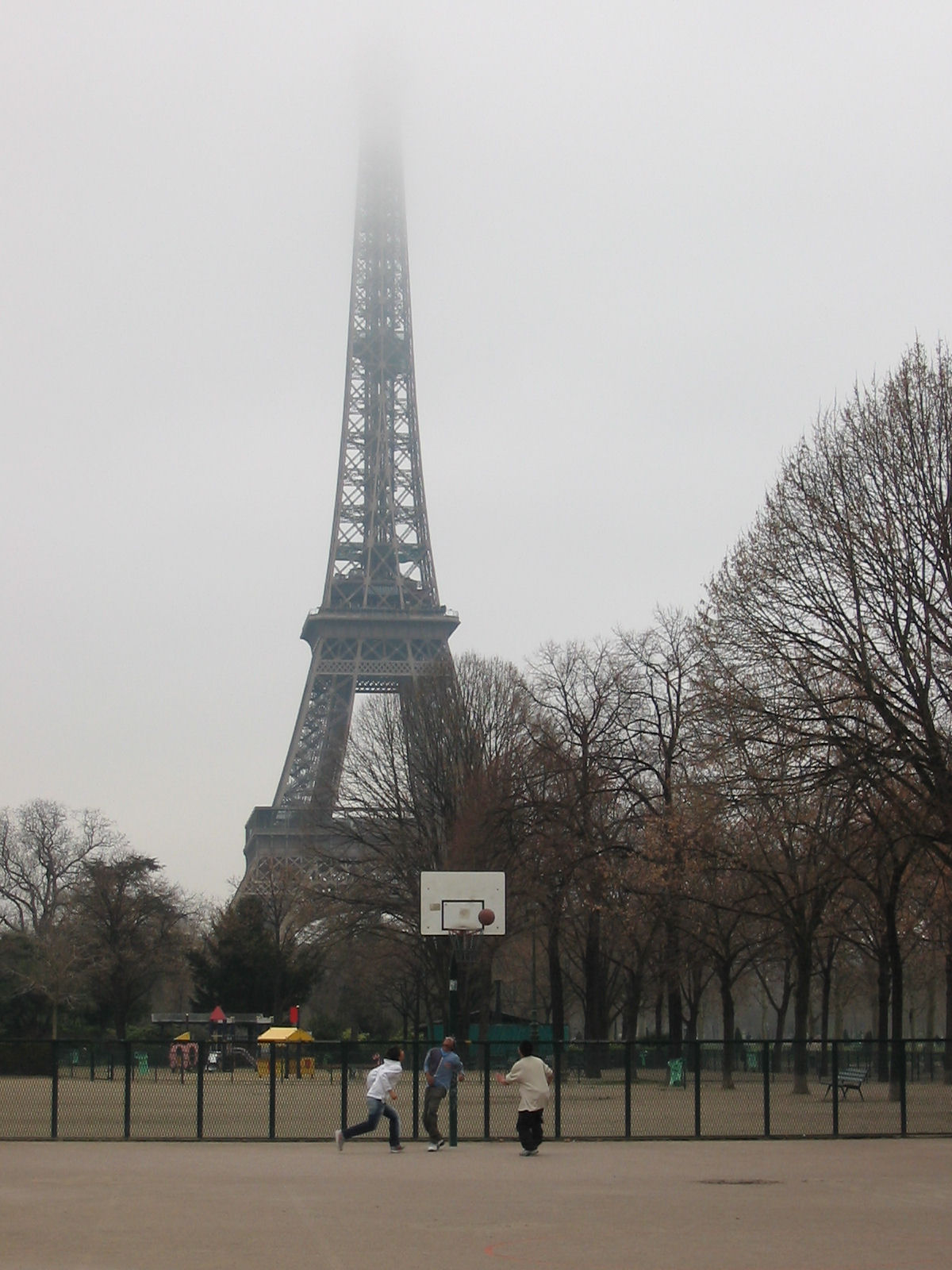
Streetbasket i Paris i Frankrike.

Streetbasket eller streetball är en förenklad och informell variant av basket som brukar spelas utomhus på asfalt, eller på en halv basketbollplan inomhus. Antalet spelare i varje lag kan variera från solospel till fem spelare (som i "äkta" basket).
Den mindre planen och det mindre antalet spelare öppnar för närkamper och trickspel, till exempel dunkningar.
Den av Internationella basketförbundet (FIBA) sanktionerade basketvarianten 3x3 är inspirerad av streetbasket.

## Regler
I streetbasket finns färre regler än i traditionell basket:[källa behövs]
- Man spelar mot bara en korg.
- För att försvarande lag ska få börja anfalla måste laget ha bollen under kontroll utanför trepoängslinjen.
- Vid mål får laget 1 poäng, eller, om skottet tas utanför trepoängslinjen, 2 poäng.
- Efter mål behåller målgörande laget bollen.